# Вильчицы
Ви́льчицы — деревня в составе Вейнянского сельсовета Могилёвского района Могилёвской области Республики Беларусь.

## Географическое положение
Ближайшие населённые пункты: Могилёв, Зарекатье, Лыково.